# Композиційний мікропрограмний пристрій керування
Композиційний мікропрограмний пристрій керування (КМПК) — цифровий синхронний пристрій керування, побудований за допомогою структурної композиції скінченного автомата та мікропрограмного пристрою керування.
КМПК запропонований О.О. Баркаловим у 1983 році в статті «Микропрограммное устройство управления как композиция автоматов с программируемой и жесткой логикой».
КМПК є ефективним при інтерпретації лінійної граф-схеми алгоритму (граф-схеми алгоритму, що містить не менш ніж 75% операторних вершин від загальної кількості вершин) та дозволяє зменшити апаратурні витрати при реалізації у порівнянні з іншими варіантами побудови цифрових пристроїв керування.
Найважливіші відмінності КМПК від мікропрограмних пристроїв керування:
1. Формат мікрокоманди КМПК включає тільки операційну частину, тому мікрокоманда КМПК має найменш можливу довжину в порівнянні з іншими мікропрограмними пристроями керування.
2. Мікропрограми для КМПК мають мінімально можливу кількість мікрокоманд, оскільки керуюча пам’ять не містить мікрокоманд умовного та безумовного переходу.
3. Будь-які переходи по граф-схемі алгоритму виконуються за один такт роботи, що дозволяє мінімізувати час виконання мікропрограми. Це дозволяє порівнювати КМПК за швидкодією роботи з еквівалентним скінченним автоматом.

## Класифікація КМПК в залежності від внутрішньої організації
1. КМПК із базовою структурою
2. КМПК із загальною пам’яттю
  - КМПК із загальною пам’яттю та спеціальною адресацією мікрокоманд
  - КМПК із загальною пам’яттю та оптимальною адресацією мікрокоманд
  - КМПК із загальною пам’яттю та модифікацією адрес мікрокоманд
  - КМПК із загальною пам’яттю та модифікацією результуючих кодів операторних лінійних ланцюгів
  - КМПК із загальною пам’яттю то модифікацією перетвореної граф-схеми алгоритму
3. КМПК із розділенням кодів
  - КМПК із розділенням кодів та оптимальним кодуванням операторних лінійних ланцюгів
  - КМПК із розділенням кодів та перетворенням кодів операторних лінійних ланцюгів
  - КМПК із розділенням кодів та модифікацією вихідної граф-схеми алгоритму
4. КМПК із елементарними операторними лінійними ланцюгами
  - КМПК із елементарними операторними лінійними ланцюгами та оптимальним кодуванням операторних лінійних ланцюгів
  - КМПК із елементарними операторними лінійними ланцюгами та перетворенням кодів операторних лінійних ланцюгів
  - КМПК із елементарними операторними лінійними ланцюгами та модифікацією вихідної граф-схеми алгоритму